# Glorified rice

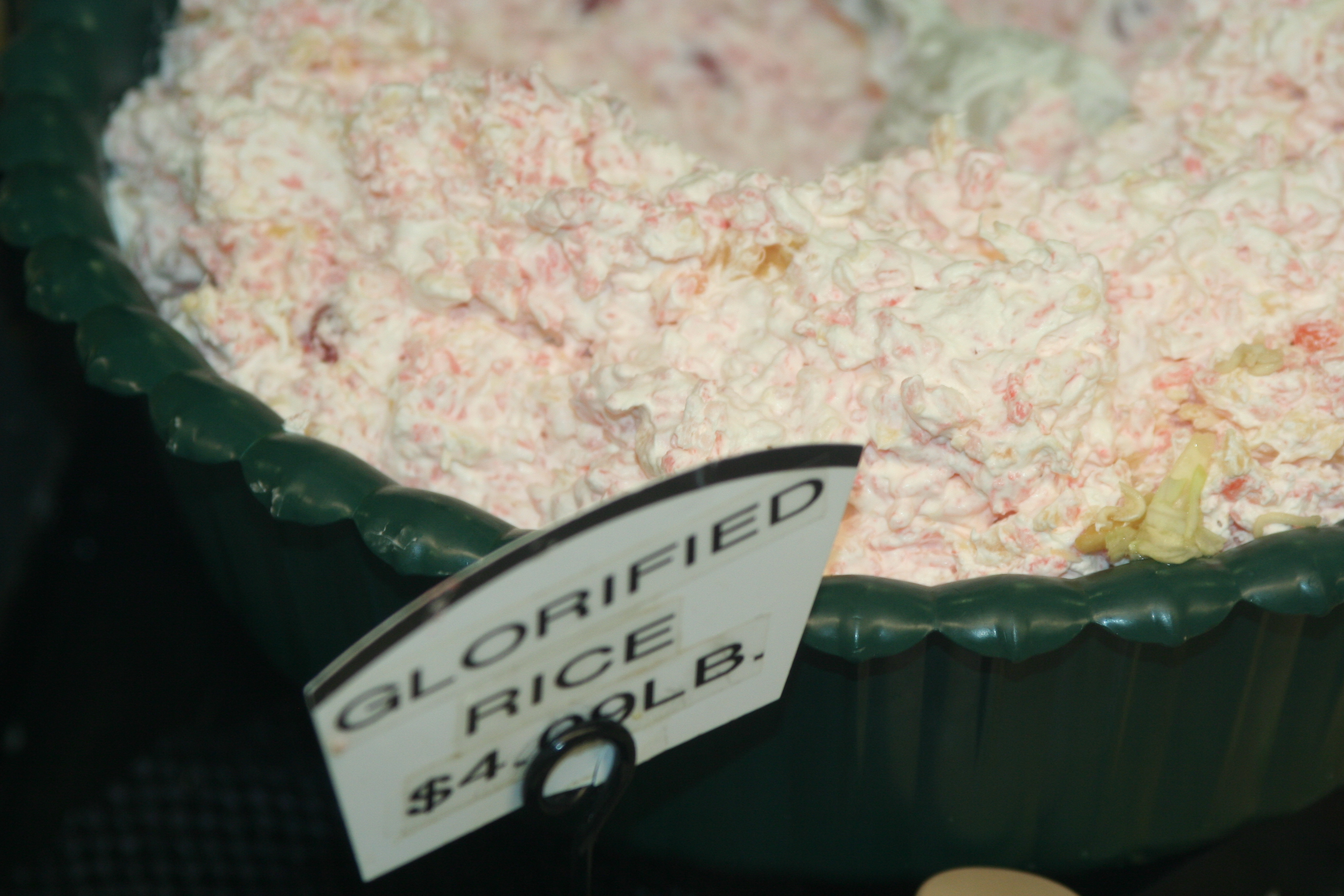
Un detalle del 'Glorified rice'.

Glorified rice (traducido al castellano como Arroz glorificado) es una ensalada de postre (dessert salad) que se suele servir en Minnesota y otros estados de Upper Midwest. Se trata de un postre muy popular en algunas zonas rurales con población de luteranos procedentes de escandinavia. 

## Características
El ingrediente principal de este plato es el arroz (rice), piña picada, huevo duro, azúcar, y vinagre sugar, harina y nata montada. Suele decorarse con guindas al marrasquino.